# Bahnstrecke Kanfanar–Rovinj
| Lage der früheren Bahnstrecke im Westen Istriens |                      |                                        |              |
| Streckenlänge: | 20,561 km            |                                        |              |
| Spurweite: | 1435 mm (Normalspur) |                                        |              |
| |                      |                                        |              |
| \| \| \| von Divača \| \| \| \| 0,000 \| Kanfanar früher Canfanaro \| 270 m. i. J. \| \| \| \| nach Pula \| \| \| \| 4,770 \| Okreti \| 204 m. i. J. \| \| \| 8,730 \| Sošići früher Sossich \| 167 m. i. J. \| \| \| 11,630 \| Rovinjsko Selo früher Villa di Rovigno \| 130 m. i. J. \| \| \| 20,561 \| Rovinj früher Rovigno \| 2 m. i. J. \| \| \| \| \| \| \| Quellen: [1][2] \| \| \| \| |                      |                                        |              |
| Strecke |                      | von Divača                             | von Divača   |
| Bahnhof | 0,000                | Kanfanar früher Canfanaro              | 270 m. i. J. |
| Abzweig ehemals geradeaus und nach links |                      | nach Pula                              | nach Pula    |
| Haltepunkt / Haltestelle (Strecke außer Betrieb) | 4,770                | Okreti                                 | 204 m. i. J. |
| Haltepunkt / Haltestelle (Strecke außer Betrieb) | 8,730                | Sošići früher Sossich                  | 167 m. i. J. |
| Haltepunkt / Haltestelle (Strecke außer Betrieb) | 11,630               | Rovinjsko Selo früher Villa di Rovigno | 130 m. i. J. |
| Kopfbahnhof Streckenende (Strecke außer Betrieb) | 20,561               | Rovinj früher Rovigno                  | 2 m. i. J.   |
| |                      |                                        |              |
| Quellen: |                      |                                        |              |

Die Bahnstrecke Kanfanar–Rovinj war eine Eisenbahnverbindung in Kroatien, die ursprünglich durch den österreichischen Staat als Teil der Istrianer Staatsbahn erbaut wurde. Sie zweigte in Kanfanar von der Bahnstrecke Divača–Pula ab und führte in Istrien nach Rovinj. 

## Geschichte

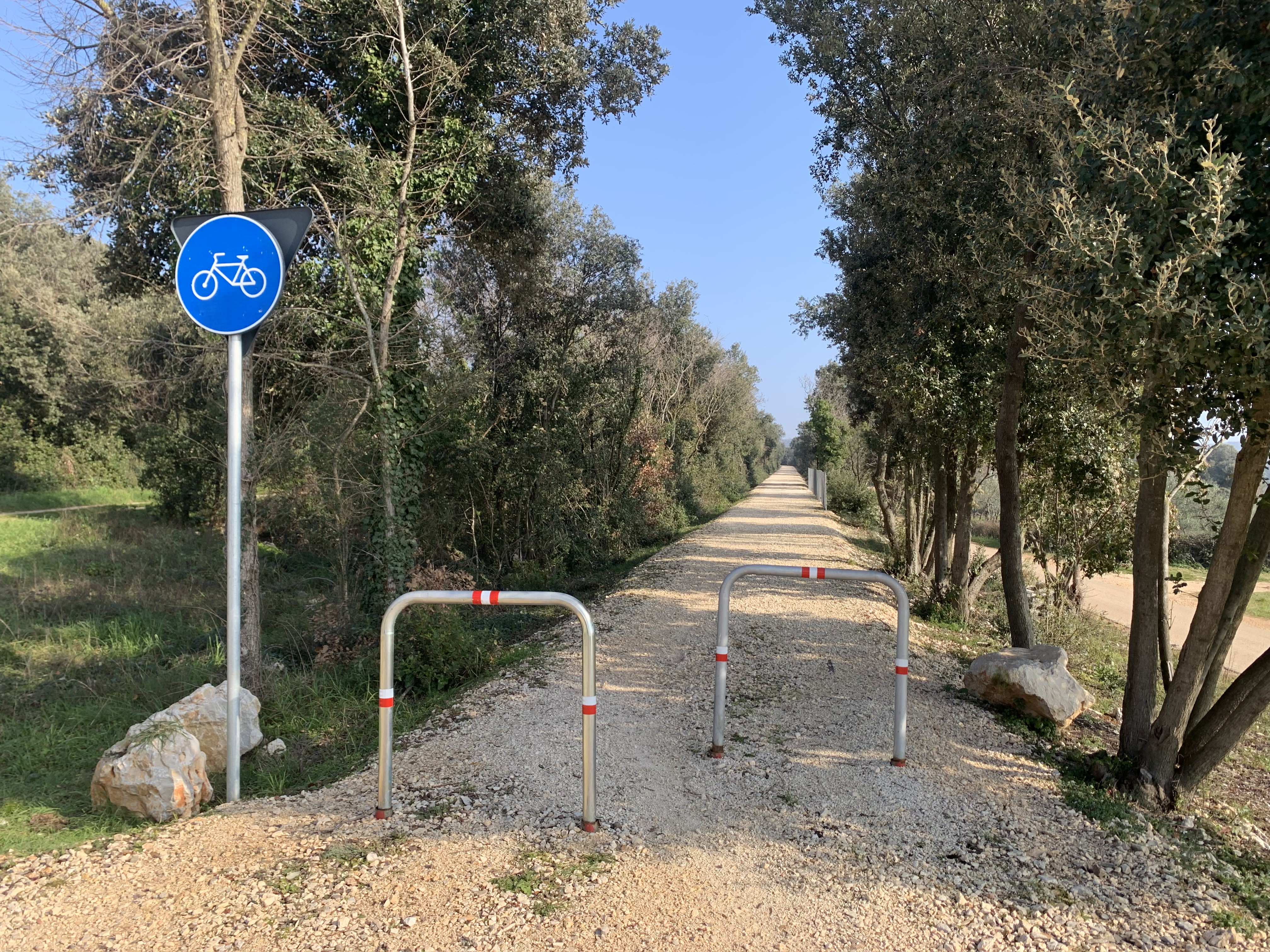
Bahntrasse als Radweg in Rovinj (2023)

Im Gesetz vom 30. April 1873 wurde die Konzession betreffend die Herstellung einer Eisenbahn von Divazza nach Pola mit einer Abzweigung nach Rovigno grundsätzlich erteilt. Die Regierung wurde ermächtigt, nach eigener Wahl entweder die Bahn selbst zu errichten oder einen Konzessionär damit zu betrauen. 
Die Strecke Canfanaro–Rovigno wurden am 20. September 1876 eröffnet. Den Betrieb führte die Südbahngesellschaft (SB) für Rechnung des Staates. Nach 1880 ging die Istrianer Staatsbahn formal in den k.k. Staatsbahnen auf, die ab 1. Jänner 1883 auch den Betrieb führten. 
Nach dem Zerfall Österreich-Ungarns infolge des Ersten Weltkriegs kam Istrien und damit die Strecke zum Königreich Italien. Der Eisenbahnverkehr wurde fortan von den Ferrovie dello Stato Italiane (FS) geführt. Nach dem Zweiten Weltkrieg kam die Halbinsel Istrien zu Jugoslawien. Betreiber waren fortan die Jugoslawischen Staatsbahnen (JŽ). Fortan galten nur die kroatischen Stationsnamen.
Am 20. Oktober 1966 wurde die Strecke stillgelegt und später abgebaut.
In jüngerer Zeit wurde auf der Strecke ein Bahntrassenradweg eingerichtet.

## Verkehrsbedürfnisse
In den ersten Jahrzehnten des Bestehens befriedigte die Bahnstrecke zahlreiche sehr verschiedene Bedürfnisse im Personen- wie im Güterverkehr. Im Personenverkehr sorgten einerseits der Hafen Rovigno als Station der Küstenschifffahrt sowie auch diverse öffentliche Einrichtungen für Nachfrage. Dies waren etwa das Seehospiz San Pelagio-Rovigno der Gemeinde Wien oder das Bezirksgericht von Rovigno.
Im Güterverkehr bestimmten die Fischkonservenfabrik und die Tabakfabrik in Rovigno sowie die örtliche Landwirtschaft die Nachfrage für Frachtraum. Die erwähnte Fischkonservenfabrik verfügte auch über eine schmalspurige elektrifizierte Werksbahn zwischen dem Bahnhof und ihrer Betriebsstätte.